# جوایز موسیقی ای‌پی‌ای‌ان
جوایز موسیقی ای‌پی‌ای‌ان (انگلیسی: APAN Music Awards) مراسم اهدای جوایز موسیقی در کره جنوبی است که توسط انجمن مدیریت سرگرمی کره (کی‌ئی‌ام‌ای) (Korea Entertainment Management Association) سازماندهی می‌شود. این مراسم برای قدردانی از هنرمندان برتر کی-پاپ سال در دسته‌بندی‌های مختلف موسیقی به عنوان بخشی از یک رویداد یکپارچه دو روزه که در مجموع به عنوان جوایز ای‌پی‌ای‌ای میوزیک‌استار شناخته می‌شود، ایجاد شد.
این مراسم قرار بود که در ۲۸ نوامبر ۲۰۲۰ در تالار گرند پیس دانشگاه کیونگ هی برگزار شود و به صورت انحصاری از پلتفرم‌های آنلاین اوله تی‌وی و سیزن پخش شود، اما به دلیل دنیاگیری کووید ۱۹ و وضع قوانین فاصله اجتماعی ۱٫۵ متری این مراسم به صورت حضوری برگزار نشد و به جای آن برندگان در دسته‌بندی‌هایی محدود به صورت آنلاین اعلام شدند.